# توماس ريتر (لاعب كرة قدم)
توماس ريتر (بالدنماركية: Thomas Rytter)‏ هو لاعب كرة قدم دنماركي في مركز الدفاع، ولد في 6 يناير 1974 في كوبنهاغن في مملكة الدنمارك. شارك مع منتخب الدنمارك تحت 19 سنة لكرة القدم ومنتخب الدنمارك تحت 21 سنة لكرة القدم ومنتخب الدنمارك لكرة القدم. أما مع النوادي، فقد لعب مع نادي إشبيلية ونادي بروندبي ونادي فولفسبورغ ونادي كوبنهاغن ونادي لينغبي.

## وصلات خارجية
- توماس ريتر على موقع الاتحاد الدولي (مؤرشف)  (الإنجليزية)
- توماس ريتر على موقع قاعدة بيانات كرة القدم.إي يو (الإنجليزية)
- توماس ريتر على موقع بيانات كرة القدم. دي إي (الألمانية)
- توماس ريتر على موقع ناشيونال فوتبول تيمز (الإنجليزية)